# Aldeia do Bispo (Guarda)
Aldeia do Bispo is een plaats (freguesia) in de Portugese gemeente Guarda en telt 180 inwoners (2001).